# Мойинти (станція)
Мойинти (каз. Мойынты) — станція Карагандинської дирекції Казахстанської залізниці. Залізничний вузол. Розташована в однойменному селищі Шетського району Карагандинської області.
Від станції відходять лінії:
- на Берлік I (438 км);
- на Жарик (215 км);
- на Актогай (487 км).

Станція відкрита в 1939 році під назвою Моїнти. З 2002 року носить сучасну назву.
| Казахстан | Це незавершена стаття з географії Казахстану. Ви можете допомогти проєкту, виправивши або дописавши її. |